# 6317 Dreyfus
6317 Dreyfus è un asteroide della fascia principale. Scoperto nel 1990, presenta un'orbita caratterizzata da un semiasse maggiore pari a 2,2420387 UA e da un'eccentricità di 0,0581023, inclinata di 5,83807° rispetto all'eclittica.